# Virtù teologali

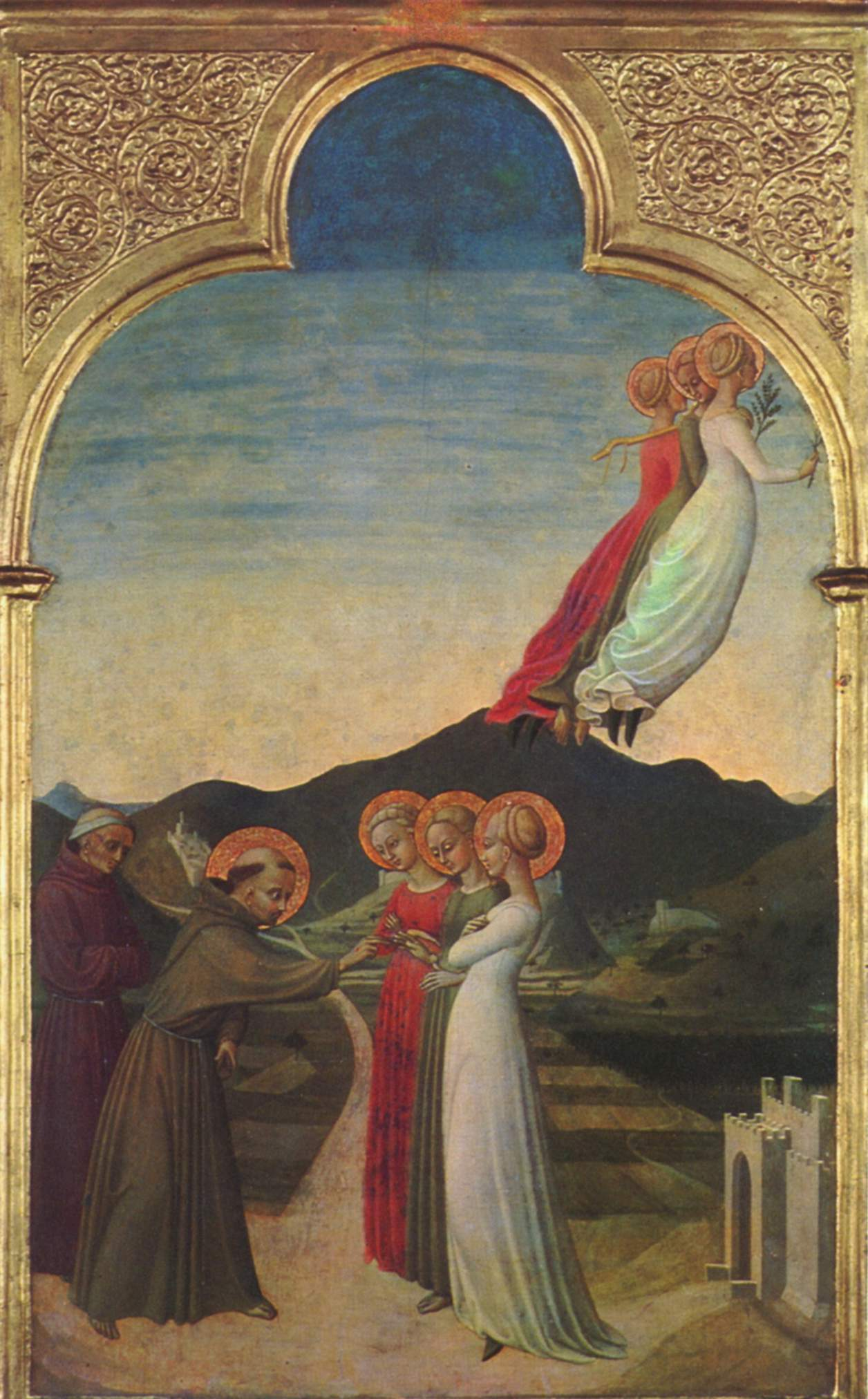
Sassetta, Sposalizio mistico di san Francesco con le Virtù teologali (1450 circa)

Le virtù teologali (dal greco θεός, «Dio» e λόγος, «parola») nella dottrina cristiana sono: la fede, la speranza e la carità (quest'ultima anche detta amore).

## Nella Bibbia
Fede operosa, carità impegnata e speranza costante sono menzionate in 1 Ts 1,2-3 (uno dei primi testi del Nuovo Testamento).

## Significato teologico
Per la teologia cristiana le virtù teologali sono quelle virtù che riguardano Dio, rendono l'uomo capace di vivere in relazione con la Trinità e fondano ed animano l'agire morale cristiano, vivificando le virtù cardinali.
Nella dottrina della Chiesa cattolica queste virtù, a differenza delle virtù cardinali, non possono essere ottenute con il solo sforzo umano, ma sono infuse nell'uomo dalla grazia divina.

## Le tre virtù teologali

### Fede
La fede è la virtù per la quale l'uomo crede in Dio e a tutto ciò che egli gli ha rivelato e che la Chiesa gli propone a credere, perché secondo la dottrina cristiana cattolica Dio è la stessa Verità. Secondo la religione cristiana, con la fede l'uomo si abbandona liberamente e completamente a Dio per fare in pieno la sua volontà. La fede è associata nell'arte al colore bianco.

### Speranza
La speranza, per la dottrina cristiana, è la virtù per la quale l'uomo desidera e aspetta da Dio la vita eterna come sua felicità, riponendo la sua fiducia nelle promesse di Cristo e appoggiandosi "all'aiuto dello Spirito Santo" per meritarla e preservarla sino alla fine della vita terrena. La speranza è associata nell'arte al colore verde.

### Carità
La carità è la virtù per la quale l'uomo ama Dio al di sopra di tutto e il suo prossimo come se stesso per amore di Dio. Secondo i cristiani, Gesù fa di essa il comandamento nuovo, ovvero la pienezza della Legge di Dio. La carità è il vincolo di tutte le altre virtù, che anima, ispira e ordina, poiché la vera gratuità e lo spessore del vero amore è
realizzato solo in nome di Cristo. Tutto è amato e accolto in nome Suo. Ciò che è amato al di fuori di lui è ugualmente un amore ma un amore imperfetto. La carità rimane l'unica opportunità per l'uomo d'oggi ovvero la sua trasformazione in homo novus, e nel contempo un monito, colmare il vuoto di carità per quel tanto di dolcezza che cade dal cielo con la luce del sole. La carità è associata nell'arte al colore rosso.

### Nella mistica

#### San Giovanni della Croce
Secondo san Giovanni della Croce, Dottore mistico, il Padre Dio si dona all'uomo nel Figlio mediante lo Spirito Santo Dio in tre modi: parola, promessa e amore. Le tre virtù teologali sono la risposta umana a queste tre modalità che Dio ha di comunicarsi. Esse sono "il mezzo e la disposizione adeguata perché l'anima possa unirsi a Dio". 
Dopo la rinuncia dell'anima agli appetiti sensibili e alla concupiscenza che induce al peccato, mediante ciascuna di queste virtù lo Spirito Santo purifica una facoltà dell'anima: con la fede purifica l'intelletto, con la speranza purifica la memoria e con la carità purifica la volontà. La speranza, in particolare, risana e svuota dai ricordi positivi o negativi che impediscono di vedere la felicità eterna cui l' anima è stata chiamata da Dio.

## Peccati contro le virtù teologali
- Peccati contro la fede:
  - infedeltà;
  - dubbio;
  - incredulità (eresia, apostasia, scisma);
  - indifferentismo.

- Peccati contro la speranza:
  - disperare della salvezza;
  - presunzione di salvarsi da sé;
  - superstizione.

- Peccati contro la carità:
  - indifferenza;
  - ingratitudine;
  - tiepidezza;
  - accidia o pigrizia spirituale;
  - odio verso Dio.

## Opposti
Più di un vizio può essere considerato l'opposto di ciascuna virtù teologale:
- La mancanza di fede può dare adito all'incredulità (come nella bestemmia e nell'apostasia).
- La mancanza di speranza può dar adito alla disperazione o all'indifferenza.
- La mancanza d'amore può dar adito all'odio o all'ira.